# Polydiscina
Polydiscina is een monotypisch geslacht van schimmels uit de onderklasse Leotiomycetidae. Het bevat alleen Polydiscina boliviana. De familie is nog niet eenduidig bepaald (incertae sedis). 